# 4027 Міттон
4027 Міттон (4027 Mitton) — астероїд головного поясу, відкритий 21 лютого 1982 року.
Тіссеранів параметр щодо Юпітера — 3,533.